# Betulinol
El betulinol, también conocido como betulina, betulol, trochol o alcohol betulínico es un compuesto de tipo alcohólico que se encuentra en la naturaleza y que puede ser aislado con ciertas técnicas de la capa externa de la corteza del árbol del abedul, género Betula. Por el momento no posee código ATC.

## Descripción
Es uno de los Triterpenos más abundantes, constituyendo hasta el 24% de la corteza externa del abedul blanco (Betula alba) y casi el 35 por ciento de la corteza externa y aproximadamente el 5 por ciento de la corteza interior del Abedul de plata siberiano (Betula platyphylla). También ocurre en estado libre en las cortezas de los siguientes árboles: el abedul amarillo y negro, Corylus avellana, carpe europeo (Carpinus betulus) y Lophopetalum toxicum. El exudado de la corteza de Trochodendron aralioides, árbol de la rueda o por su nombre japonés, yama-kuruma, contiene palmitato de betulina.
El extracto de la corteza de abedul desecada de Betula pubescens Ehrh. tiene una composición química que varía a merced del método de preparación que se utiliza, esto en particular afecta el contenido del betulinol, el componente principal, que tiene una varianza del 54 al 82%. Existen estudios que condujeron al desarrollo de una tecnología preparación contemporánea para el betulinol, con un rendimiento del 95%, junto con la producción de muchos de sus derivados de tipo acilo (por ejemplo, el diacetato, succinato, benzoato, etc.) con rendimientos muy elevados (de un 95% al 98%); El ácido betulínico fue sintetizado en condiciones blandas con un rendimiento de al menos un 99.0%. Estos compuestos están actualmente sujetos a estudios farmacológicos.

## Historia
El betulinol que fue extraído de la corteza del árbol del abedul fue mencionado primeramente como una sustancia antiséptica en el año 1899. Posteriormente, los compuestos elegidos de extractos de Hyptis emory y Alnus oregonu, identificados como estirenos pentacíclicos y sus derivados, mostraron que inhibían el crecimiento de las células del carcinosarcoma. Se ha sugerido que el ácido betulínico es el principal agente antitumoral en la mezcla de terpenoides. En particular, el ácido betulínico mostró actividad citotóxica contra la línea celular del carcinoma CO-115 del intestino grueso (LD 50=0.375 mg/ml).

## Obtención de derivados
Los derivados de betulinol son sintetizados sustituyendo un átomo específico o un grupo de átomos dentro de la molécula del betulinol. Muchos de estos han sido patentados tanto en Estados Unidos y Europa.

## Farmacología
El betulinol posee las siguientes acciones farmacológicas: es hepatoprotector, antitumoral y reduce el eritema.
El 10 de mayo de 2005, la Oficina de Patentes y Marcas de Estados Unidos le otorgó a Marc Pharmaceuticals la patente n.° 6890533 para derivados del betulinol. La patente cubre una variedad de derivados, conjugados betulinol/anticuerpo y los métodos para crear estos compuestos. EP0988311 es el número de patente para Europa.

### Uso contra el VIH
Derivados del betulinol están siendo desarrollados por esta farmacéutica para el uso en el tratamiento contra el sida. Los estudios conducidos por varios investigadores patrocinados por Marc Pharmaceuticals, han demostrado que un derivado del betulinol inhibe la replicación del HIV-1 en más del 90% sin casi ninguna evidencia de detrimento en la viabilidad celular. Esto ha abierto varias puertas a la posibilidad de más estudios en la búsqueda de nuevos fármacos más específicos con la esperanza de que no existan cepas de HIV que desarrollen resistencia al fármaco.

## Datos adicionales
Aunque las patentes de moléculas derivadas del betulinol pertenecen a Marc Pharmaceuticals, esta entidad ha determinado parar las investigaciones debido a falta de recursos, por esta misma razón, las investigaciones en oncología y sida se han detenido. La farmacéutica tampoco ha podido presentar las preparaciones de drogas terapéuticas a la FDA para su aprobación. Esto fue presentado en una carta a los accionistas y firmada por su Presidente Robert M. Cohen.